# Barcelonnette
Il ne faut pas confondre Barcelonnette avec Barcelone, ville d'Espagne, Barcelonne et Barcelonne-du-Gers, communes de France, ou Barcillonnette, commune du département voisin des Hautes-Alpes.
Barcelonnette (prononcé [baʁ.sə.lɔ.ˈnɛt̪]) est une commune française, sous-préfecture du département des Alpes-de-Haute-Provence, dans la région Provence-Alpes-Côte d'Azur. Ses habitants sont appelés les Barcelonnets ou les Barcelonnettais.
Barcelonnette est une commune de montagne, entièrement située à plus de 1 100 m d'altitude. Elle est la plus grande commune de la vallée de l'Ubaye, dont elle forme le centre administratif, commercial et urbain.

## Géographie

### Localisation
Barcelonnette se trouve dans les Alpes du sud de la France, dans le nord-est du département des Alpes-de-Haute-Provence, en région Provence-Alpes-Côte d'Azur. Située dans la zone la plus large de la vallée de l'Ubaye, elle est reliée par celle-ci à la région de Gap et à la vallée de la Durance, et par des cols à l'Italie voisine et au département des Alpes-Maritimes. Barcelonnette se trouve à 1 135 mètres d'altitude, près du confluent de l'Ubaye et du Bachelard.

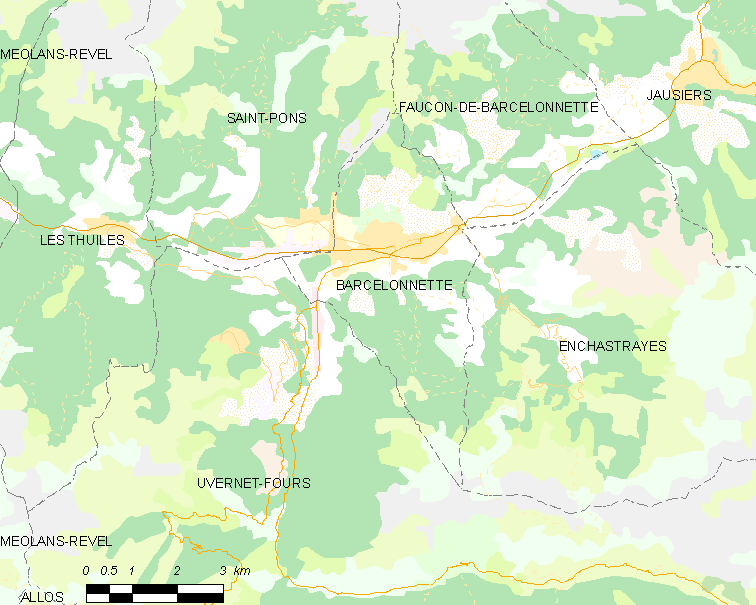
Barcelonnette et les communes voisines.

### Communes limitrophes
Les communes limitrophes de Barcelonnette sont Enchastrayes, Faucon-de-Barcelonnette, Uvernet-Fours, Saint-Pons.

### Géologie
Lors des deux dernières grandes glaciations, la glaciation de Riss et la glaciation de Würm, la vallée est envahie par le glacier de l’Ubaye.

### Relief
La vallée de l'Ubaye est encaissée entre des montagnes dont certains sommets dépassent 3 000 m d'altitude. Son sommet le plus élevé est l'aiguille de Chambeyron (3 400 m).
Le point culminant de la commune de Barcelonnette se situe au chapeau de Gendarme à 2 682 m d'altitude, en rive gauche de l'Ubaye. En rive droite, l'altitude ne dépasse pas 1 972 m au lieu-dit du Rocher Blanc. Son altitude la plus faible est rencontrée à la confluence de l'Ubaye et du Bachelard, à 1 122 m.

### Distances périphéries principales
- Métropoles[4] :
  - Lyon 290 km : 4 h 5 min
  - Grenoble 170 km : 3 h 5 min
  - Turin (via Briançon et le col du Montgenèvre) 210 km : 3 h
  - Coni (Cuneo en italien) 100 km : 2 h
  - Marseille : 210 km : 2 h 50 min
  - Nice (hiver) passant par Digne 240 km 3 h 50 min ; (été) passant par le col de la Bonette 147 km : 2 h 50 min
- Villes-carrefours importantes :
  - Digne-les-Bains (Préfecture) 85 km : 1 h 40 min
  - Gap (Principale périphérie d'attraction commerciale et médicale) 70 km : 1 h 5 min
  - Guillestre par le col de Vars 55 km : 1 h 15 min

### Climat
Pour des articles plus généraux, voir Climat de Provence-Alpes-Côte d'Azur et Climat des Alpes-de-Haute-Provence.
En 2010, le climat de la commune est de type climat des marges montargnardes, selon une étude du Centre national de la recherche scientifique s'appuyant sur une série de données couvrant la période 1971-2000. En 2020, Météo-France publie une typologie des climats de la France métropolitaine dans laquelle la commune est exposée à un climat de montagne ou de marges de montagne et est dans la région climatique  Alpes du sud, caractérisée par une pluviométrie annuelle de 850 à 1 000 mm, minimale en été.
Pour la période 1971-2000, la température annuelle moyenne est de 9 °C, avec une amplitude thermique annuelle de 17,4 °C. Le cumul annuel moyen de précipitations est de 852 mm, avec 5,9 jours de précipitations en janvier et 6 jours en juillet. Pour la période 1991-2020, la température moyenne annuelle observée sur la station météorologique de Météo-France la plus proche, « Barcelonnette », sur la commune de Faucon-de-Barcelonnette à 0 km à vol d'oiseau, est de 8,2 °C et le cumul annuel moyen de précipitations est de 694,3 mm. 
La température maximale relevée sur cette station est de 36,7 °C, atteinte le 28 juin 2019 ; la température minimale est de −25 °C, atteinte le 10 février 1986,,.
| Mois                                  | jan.             | fév.           | mars           | avril          | mai             | juin          | jui.          | août          | sep.          | oct.          | nov.             | déc.            | année     |
| ------------------------------------- | ---------------- | -------------- | -------------- | -------------- | --------------- | ------------- | ------------- | ------------- | ------------- | ------------- | ---------------- | --------------- | --------- |
| Température minimale moyenne (°C)     | −7,9             | −7,3           | −3,6           | −0,3           | 3,4             | 6,5           | 8,4           | 8             | 4,9           | 1,4           | −2,9             | −6,7            | 0,3       |
| Température moyenne (°C)              | −0,8             | 0,4            | 4,3            | 7,4            | 11,4            | 15,1          | 17,4          | 17,1          | 13,1          | 9             | 3,7              | −0,2            | 8,2       |
| Température maximale moyenne (°C)     | 6,2              | 8              | 12,3           | 15,1           | 19,3            | 23,7          | 26,3          | 26,1          | 21,4          | 16,5          | 10,2             | 6,3             | 15,9      |
| Record de froid (°C) date du record   | −24,8 14.01.1966 | −25 10.02.1986 | −20 06.03.1971 | −11,4 08.04.21 | −7,4 06.05.19   | −4,1 04.06.01 | −0,1 16.07.00 | −2,5 31.08.10 | −5,4 27.09.20 | −13 29.10.12  | −18,5 30.11.1973 | −23,6 18.12.10  | −25 1986  |
| Record de chaleur (°C) date du record | 17,6 19.01.07    | 20,5 24.02.20  | 24 18.03.1993  | 27,7 08.04.11  | 30,5 25.05.1931 | 36,7 28.06.19 | 34,9 07.07.15 | 35,7 23.08.23 | 32,1 05.09.06 | 28,3 08.10.23 | 21,4 10.11.15    | 17,1 11.12.1978 | 36,7 2019 |
| Précipitations (mm)                   | 43,6             | 33,3           | 41,6           | 59,5           | 64,1            | 57,2          | 49,4          | 49,2          | 63,7          | 84,5          | 88,3             | 59,9            | 694,3     |

| Diagramme climatique                                  |           |              |              |             |             |             |           |             |             |              |             |
| J                                                     | F         | M            | A            | M           | J           | J           | A         | S           | O           | N            | D           |
| 6,2−7,943,6                                           | 8−7,333,3 | 12,3−3,641,6 | 15,1−0,359,5 | 19,33,464,1 | 23,76,557,2 | 26,38,449,4 | 26,1849,2 | 21,44,963,7 | 16,51,484,5 | 10,2−2,988,3 | 6,3−6,759,9 |
| Moyennes : • Temp. maxi et mini °C • Précipitation mm |           |              |              |             |             |             |           |             |             |              |             |

Les paramètres climatiques de la commune ont été estimés pour le milieu du siècle (2041-2070) selon différents scénarios d'émission de gaz à effet de serre à partir des nouvelles projections climatiques de référence DRIAS-2020. Ils sont consultables sur un site dédié publié par Météo-France en novembre 2022.

### Environnement
La commune compte 639 ha de bois et forêts, soit 39 % de sa superficie. Elle est située dans le parc national du Mercantour depuis 2017, dont elle abrite des bureaux.

#### Flore, faune et biodiversité
Du fait de son relief et de sa situation géographique, la vallée de l'Ubaye compte une « abondance d'espèces animales et végétales ».
- Faune : La faune comprend diverses espèces montagnardes dont les plus remarquables sont l'Aigle royal, le Gypaète barbu, le Bouquetin. La flore, très diversifiée, comprend l'emblématique Génépi[13].
- Fonge : Champignons et lichens sont abondants dans les zones forestières.
- Forêts : L'arrondissement de Barcelonnette (le plus haut des arrondissements de France) était dans les siècles passés dénudé sur les pentes exposées au midi, mais encore très boisé au nord, présentant pour les forestiers « sur les versants septentrionaux d'assez beaux restes de forêts peuplées d'essences de choix et dans d'excellentes conditions de végétation et de régénération. »

Selon les annales forestières, au milieu du XIXe siècle « le mélèze entre pour moitié environ dans la composition du peuplement (…) Les 15 000 hectares de bois communaux soumis au régime forestier, existant dans l'arrondissement de Barcelonnette, renferment de nombreux spécimens de vieux mélèzes de grandes dimensions, dont on tirerait de précieux produits si les moyens de transport ne faisaient presque totalement défaut. Ces arbres magnifiques sont ou laissés inexploités par les communes, ou abandonnés par les adjudicataires après abattage. »
En 1868, Duhamel propose d'en exploiter la résine par le résinage (inconnu en France pour le mélèze mais pratiqué en Autriche, dont au Tyrol, où la résine est vendue sous le nom de térébenthine de Venise. Selon lui un mélèze de 50 à 60 ans pouvait rapporter 3 à 5 kg/an de térébenthine durant environ 40 ans (vendue au port de Marseille, 110 francs les 100 kg). Il évaluait à 200 à 250 000 kg/an la production possible de cette térébenthine pour l'arrondissement de Barcelonnette, qui aurait pu ainsi gagner une quantité importante d'argent sans avoir ni à abattre ces arbres, ni surtout à construire de coûteuses « routes de vidanges » pour difficilement sortir les gros bois ou grands arbres de la forêt. En 1868 M. Marchand (garde général à Barcelonnette) se fait financer un voyage au Tyrol pour y étudier l'extraction de la térébenthine. Mais l'avènement de la pétrochimie réduit rapidement et fortement l'intérêt commercial des résines naturelles.

## Urbanisme

### Typologie
Au 1er janvier 2024, Barcelonnette est catégorisée bourg rural, selon la nouvelle grille communale de densité à 7 niveaux définie par l'Insee en 2022.
Elle appartient à l'unité urbaine de Barcelonnette, une agglomération intra-départementale dont elle est ville-centre,. Par ailleurs la commune fait partie de l'aire d'attraction de Barcelonnette, dont elle est la commune-centre,. Cette aire, qui regroupe 11 communes, est catégorisée dans les aires de moins de 50 000 habitants,.

### Occupation des sols

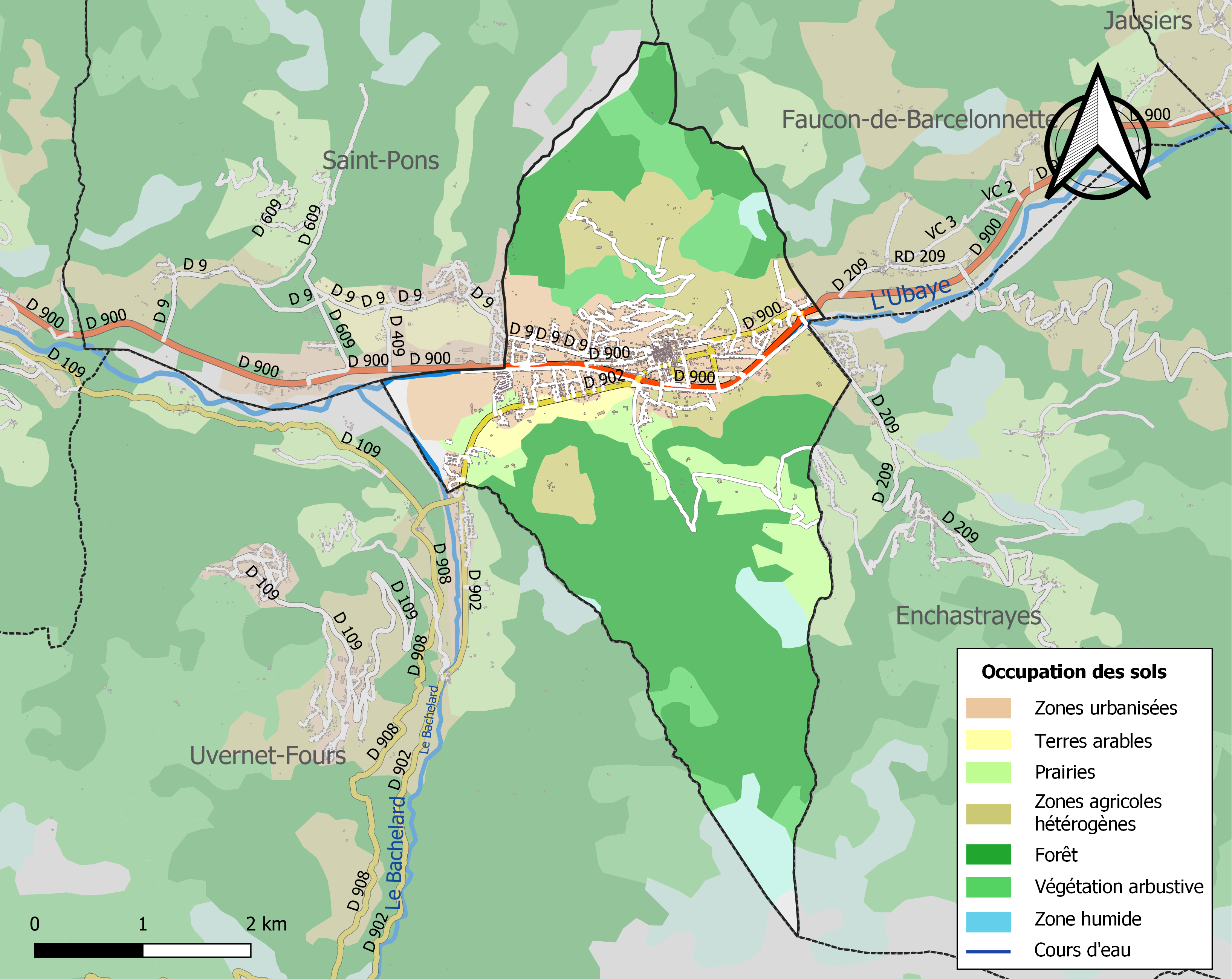
Carte de l'occupation des sols de la commune en 2018 (CLC).

L'occupation des sols de la commune, telle qu'elle ressort de la base de données européenne d’occupation biophysique des sols Corine Land Cover (CLC), est marquée par l'importance des forêts et milieux semi-naturels (59,4 % en 2018), en diminution par rapport à 1990 (64,8 %). La répartition détaillée en 2018 est la suivante : 
forêts (42,4 %), zones agricoles hétérogènes (14,5 %), zones urbanisées (13,3 %), milieux à végétation arbustive et/ou herbacée (8,7 %), prairies (8,6 %), espaces ouverts, sans ou avec peu de végétation (8,4 %), espaces verts artificialisés, non agricoles (2,3 %), terres arables (1,8 %), zones industrielles ou commerciales et réseaux de communication (0,2 %).
L'évolution de l’occupation des sols de la commune et de ses infrastructures peut être observée sur les différentes représentations cartographiques du territoire : la carte de Cassini (XVIIIe siècle), la carte d'état-major (1820-1866) et les cartes ou photos aériennes de l'IGN pour la période actuelle (1950 à aujourd'hui).
Le tableau ci-dessous présente l'occupation des sols détaillée de la commune en 2018, telle qu'elle ressort de la base de données européenne d’occupation biophysique des sols Corine Land Cover (CLC).
| Type d’occupation                                                                   | Pourcentage | Superficie (en hectares) |
| ----------------------------------------------------------------------------------- | ----------- | ------------------------ |
| Tissu urbain discontinu                                                             | 13,3 %      | 222                      |
| Zones industrielles ou commerciales et installations publiques                      | 0,2 %       | 3                        |
| Equipements sportifs et de loisirs                                                  | 2,3 %       | 38                       |
| Terres arables hors périmètres d'irrigation                                         | 1,8 %       | 30                       |
| Prairies et autres surfaces toujours en herbe                                       | 8,5 %       | 142                      |
| Systèmes culturaux et parcellaires complexes                                        | 3,8 %       | 63                       |
| Surfaces essentiellement agricoles interrompues par des espaces naturels importants | 10,7 %      | 178                      |
| Forêts de conifères                                                                 | 42,4 %      | 706                      |
| Pelouse et pâturages naturels                                                       | 1,6 %       | 27                       |
| Landes et broussailles                                                              | 1,9 %       | 33                       |
| Forêt et végétation arbustive en mutation                                           | 5,1 %       | 85                       |
| Plages, dunes et sable                                                              | 0,8 %       | 14                       |
| Roches nues                                                                         | 1,3 %       | 22                       |
| Végétation clairsemée                                                               | 6,2 %       | 103                      |
| Source : Corine Land Cover                                                          |             |                          |

### Risques naturels et technologiques
Aucune des 200 communes du département n'est en zone de risque sismique nul. Le canton de Barcelonnette est en zone 1b (risque faible) selon la classification déterministe de 1991, basée sur les séismes historiques, et en zone 4 (risque moyen) selon la classification probabiliste EC8 de 2011. La commune Barcelonnette est également exposée à quatre autres risques naturels :
- avalanche ;
- feu de forêt ;
- inondation ;
- mouvement et glissement de terrain.

La commune de Barcelonnette est également exposée à un risque d'origine technologique, les transports routiers de matières dangereuses pouvant emprunter la RD900,.
Le plan de prévention des risques naturels prévisibles (PPR) de la commune a été approuvé en 1995 pour les risques d'avalanche, d'inondation, de mouvement de terrain et de séisme, et a été révisé en 2009. La commune s'est dotée d'un Dicrim en 2014.
La commune a été l'objet de sept arrêtés de catastrophe naturelle entre 1982 et 2021 : en 1994 et en 2008 pour des inondations et des coulées de boue, en 1986 et en 1996 pour des glissements de terrain, en 1999 et en 2019 pour des mouvements de terrain et en 2014 pour séisme. Les séismes les plus violemment ressentis sont ceux du 5 avril 1959 (épicentre à Saint-Paul-sur-Ubaye, intensité de 6,5 à Barcelonnette) et du 17 février 1947 (épicentre à Prazzo en Italie).

## Toponymie
Selon Albert Dauzat et Charles Rostaing, la forme la plus ancienne est Barcilona, est attestée vers 1200, mais le lien avec Barcelone n'est pas évident puisque la nouvelle cité a été fondée en 1231 par Raimond Béranger V, comte de Provence et de Catalogne. Il s’agit probablement d’un double oronyme préceltique *Bar- + *Cin- désignant des rochers ou des hauteurs, et attesté à plusieurs endroits dans la région (Barcillonnette et Saint-Laurent-du-Var).
Un toponyme antérieur à Barcilona est recensé en 1763 par Jean-Joseph Expilly, dans son Dictionnaire géographique, historique et politique des Gaules et de la France, « Barcino Nova » nom latin qui signifie « nouvelle Barcino », Barcino étant le nom romain de la Barcelone de Catalogne depuis sa fondation par l'empereur Auguste en 10 av. J.-C. jusqu'à son changement d'appellation en Barcelona au Moyen Âge.
En provençal, dialecte vivaro-alpin, variante locale nommée valéian, la localité se nomme Barcilona de Provença ou Barciloneta selon la norme classique et Barcilouneto selon la norme mistralienne,.
Ses habitants sont appelés les Barcelonnettes, en valéian lous Vilandroises[réf. non conforme].

## Histoire

### Antiquité
(septembre 2016).
La région était peuplée de Ligures depuis le Ier millénaire av. J.-C. D'après Polybe, ils étaient « à peu près sauvages, se nourrissant du lait de leurs brebis et du produit de leur chasse, sans lois, sans industrie, vivant dans des cabanes informes, couvertes de chaume et de roseau, dispersées çà et là ».
Quelques siècles plus tard, l'arrivée des Celtes dans la région donna naissance à un peuple celto-ligure « très nombreux » selon Polybe, belliqueux mais néanmoins civilisé et commerçant, dont César vanta la bravoure : les Ésubiens,[réf. obsolète],[réf. obsolète]. L'ouvrage Histoire des Gaules place aussi les Ésubiens dans la vallée de l'Ubaye[réf. obsolète].
Le territoire de Barcelonnette, désormais romain, fut intégré à la civitas d'Embrun, intégrée à la Gaule Narbonnaise. En 36 apr. J.-C., Barcelonnette fut intégrée par Néron dans la province des Alpes-Maritimes[réf. nécessaire].
La principale ville antique de cette « cité » était la civitas Rigomagensium, donc Rigomagus, aujourd'hui Chorges. Elle est alors la capitale d'une civitas (subdivision de province) jusqu’à la fin du IVe siècle avant d'être rattachée à Eburodunum (Embrun). Aucune monnaie romaine n'a toutefois été découverte dans le canton de Barcelonnette.

### Moyen Âge

#### Impulsions aux influences multiples
La ville de Barcelonnette est fondée en 1231 par Raimond-Bérenger IV de Provence, comte de Provence. Selon Charles Rostaing, l’acte de fondation de la ville, et qui accorde des privilèges à la cité, est un ordre de reconstruction d’une ville détruite, Barcelone, mentionnée dès 1200 (villa Barcilona), et dont le nom serait formé de deux racines oronymiques (désignant une montagne) *BAR, et *CIN (que l’on retrouve dans Mont-Cenis). Selon Ernest Nègre, le nom est un diminutif de Barcelone, la ville de Catalogne,. La ville est dotée d’un consulat dès 1240,, soit un régime d'administration non féodale très particulier à l'époque et souvent réservé à des villes plus grandes, un régime d'exception plutôt Provençale.
Le découpage cadastral du cœur de la ville qui est de cette époque signe le modèle Bastide, non pas au sens occitan tardif d'une Bastide (maison), mais au sens d'une ville nouvelle médiévale qui s'est majoritairement développée dans le sud-ouest. Cette période locale particulière dans le paysage historique a aussi subi l'influence politique déjà ancienne de Gênes qui a une structure autonome de commune (Moyen Âge).

#### Période médiévale suivante

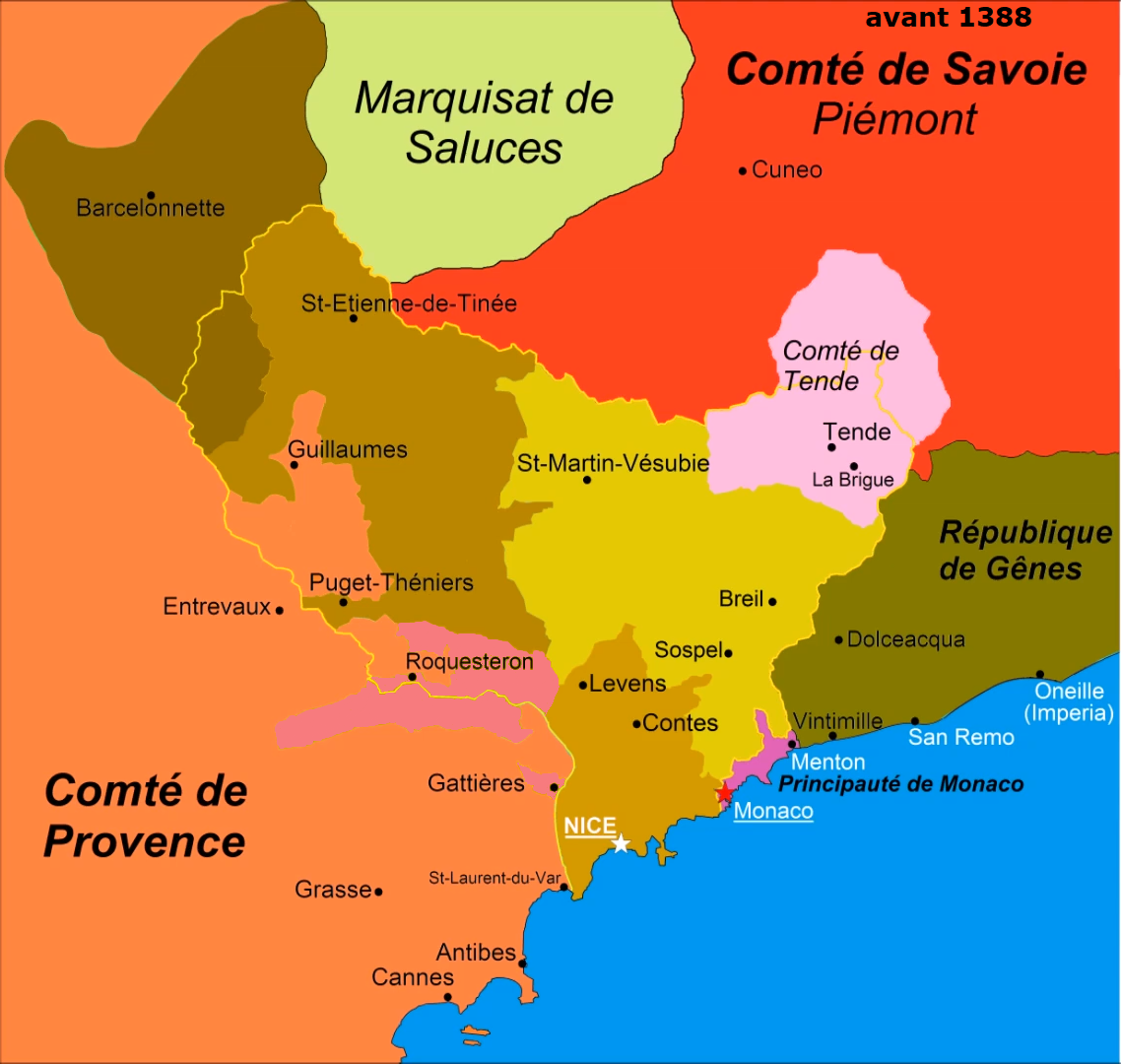
Les territoires au moment de la dédition de Nice à la Savoie en 1388
viguerie de Nice
val de Lantosque
viguerie de Puget-Théniers
viguerie de Barcelonnette
baillie de Villeneuve

La mort de la reine Jeanne Ire ouvre une crise de succession à la tête du comté de Provence, les villes de l’Union d'Aix (1382-1387) soutenant Charles de Duras contre Louis Ier d'Anjou. Barcelonnette fait partie de l’Union d’Aix, et quand l’Union éclate, ses membres se ralliant petit à petit aux Angevins, prêtant hommage à Marie de Blois, régente de Louis II d'Anjou, la cité montagnarde reste indéfectiblement fidèle à Charles de Duras. Cet engagement se double aussi de vieilles rivalités contre les villes voisines, que vient apaiser une trêve avec Sisteron en septembre 1387
La ville a été disputée entre les comtes de Savoie et les comtes de Provence : en 1385, au moment du départ du comte de Provence Louis II d'Anjou pour reconquérir le royaume de Naples, le comte de Savoie Amédée VIII s'empare de la ville. Elle redevient un fief provençal en 1390, les d'Audiffret en sont seigneurs. Après Louis II, en 1417, la ville revient au duc de Savoie. Elle est reprise par le comte de Provence René d'Anjou en 1471. Elle est de nouveau reprise par le duc de Savoie au début du XVIe siècle alors que depuis la mort de Charles V d'Anjou en 1481, le comté de Provence est réuni à la France.
M.-Z. Isnard signale que Bertrand et Guillaume Rodulphi étaient coseigneurs de Barcelonnette et de La Bréole en 1309.

### Début de la période moderne
Au moment de l'invasion de la Provence par les armées de Charles Quint, en 1536, François Ier envoie dans la vallée les 6 000 lansquenets du comte de Furstenberg pour la ruiner par une politique de terre brûlée. La ville et la vallée de l'Ubaye restent sous la souveraineté du roi de France jusqu'au second traité de Cateau-Cambrésis du 3 avril 1559.
Une partie « non négligeable » de ses habitants s'est, au XVIe siècle, convertie au protestantisme, et a été réprimée lors des guerres de Religion.
En 1588, les troupes de Lesdiguières s'emparent de la ville et incendient l'église et le couvent au cours de ses combats contre le duc de Savoie. En 1600, après le traité de Vervins, le combat reprit entre Henri IV et le duc de Savoie. Lesdiguières reprit Barcelonnette jusqu'à la conclusion du traité de Lyon le 17 janvier 1601.
En 1628, pendant la guerre de succession de Mantoue, Jacques du Blé d'Uxelles voulant faire passer son armée en Italie pour aider le duc de Mantoue s'empare de Barcelonnette, la pille et la brûle comme la plupart des villes de la vallée. La ville est reprise en 1630 par le duc de Savoie.
La ville est de nouveau prise en 1691 par les troupes du marquis de Vins pendant la guerre de la Ligue d'Augsbourg.
Dès 1614 et jusqu'en 1713, Barcelonnette est le siège de l'une des quatre préfectures du ressort du Sénat de Nice. À cette époque, la communauté parvient à racheter la seigneurie, mise aux enchères par le duc de Savoie. Elle devient ainsi son propre seigneur, avec pouvoirs de justice. En 1646, un collège est fondé à Barcelonnette.
La viguerie de Barcelonnette (comprenant aussi Saint-Martin et Entraunes) a été rattachée à la France lors d'un échange de territoires avec la Savoie lors des traités d'Utrecht (1713). La ville est ensuite le siège d’une viguerie jusqu’à la Révolution. Parmi les autres administrations présentes à la fin de l’Ancien Régime, un bureau de la poste royale est installé à Barcelonnette. Un arrêt du conseil d'État du 25 décembre 1714 réunit Barcelonnette au gouvernement général de la Provence[réf. nécessaire]. Barcelonnette sera ensuite rattachée au gouvernement de Dauphiné, sous la Régence, en 1717.

### Révolution et Empire
Barcelonnette est un des rares bourgs de Haute-Provence à accueillir une loge maçonnique avant la Révolution : 
- la loge "Saint Jean d’Écosse de la Fidélité", loge fille de "Saint Jean d’Écosse mère loge écossaise de Marseille"[61],[62].

En mars 1789, des émeutes dues à la crise frumentaire ont lieu.
La nouvelle de la prise de la Bastille est accueillie favorablement, cet événement annonçant la fin de l’arbitraire royal et, peut-être, des changements plus profonds dans l’organisation de la France. Immédiatement après l’arrivée de la nouvelle, un grand phénomène de peur collective s’empare de la France, par crainte du complot des aristocrates désirant recouvrer leurs privilèges. Des rumeurs de troupes en armes dévastant tout sur leur passage se propagent à grande vitesse, provoquant des prises d’armes, l’organisation de milices et des violences anti-nobiliaires. Cette Grande Peur, venant de Gap et appartenant au courant de la « peur du Mâconnais », atteint Barcelonnette et sa région le 31 juillet 1789 avant de se propager vers Digne.
L’agitation perdure dans la vallée : une nouvelle révolte éclate le 14 juin 1791, et la disette se déclare en avril 1792. La société patriotique de la commune fait partie des 21 premières créées dans les Basses-Alpes, au printemps 1792, par les envoyés de l’administration départementale Environ un tiers de la population masculine la fréquente. L’agitation connaît un nouvel épisode violent en août 1792. La ville est chef-lieu du district de Barcelonnette de 1790 à 1800, avant de devenir sous-préfecture sous le Consulat.

### XIXesiècle
En décembre 1851, la ville abrite un mouvement de résistance républicaine au coup d’État du 2 décembre de Napoléon III. Quoique minoritaire, le mouvement se déclenche le dimanche 7 décembre, dès le lendemain du jour où la nouvelle du coup d’État arrive. Les autorités sont arrêtées, les gendarmes désarmés : tous sont conduits à la maison d'arrêt. Un comité de salut public est constitué le 8. Le 9, les habitants de Jausiers et des environs forment une colonne, sous la direction du conseiller général Brès et du maire, Signoret, de Saint-Paul. Celle-ci s’arrête cependant le 10 avant d’atteindre Barcelonnette, le curé de la sous-préfecture s’étant commis comme négociateur. Le 11, plusieurs fonctionnaires s’évadent et trouvent refuge à Largentière, au Piémont. L’arrivée de troupes le 16 décembre met fin à la résistance républicaine sans effusion de sang.
Après l’échec de l’insurrection, une sévère répression poursuit ceux qui se sont levés pour défendre la République : 52 habitants de Barcelonnette (autant qu’à Digne, alors deux fois plus peuplée) sont traduits devant la commission mixte, la majorité étant condamnés à la déportation en Algérie (compte non-tenu des condamnations des habitants des communes voisines).
Barcelonnette, fut entre 1850 et 1950, une des régions françaises de forte émigration vers le Mexique. On trouve ainsi, aux abords de la ville, plusieurs maisons ou villas de « style colonial » érigées par des émigrants au Mexique, revenus au pays entre 1870 et 1930, fortune faite. Ces maisons furent construites à Barcelonnette et à Jausiers.
Le 29 décembre 1907, une panique s'empare des Barcelonnettes, qui croient voir un énorme dirigeable survoler la ville. Cet OVNI était en fait Jupiter.

### XXesièclejusqu'à nos jours

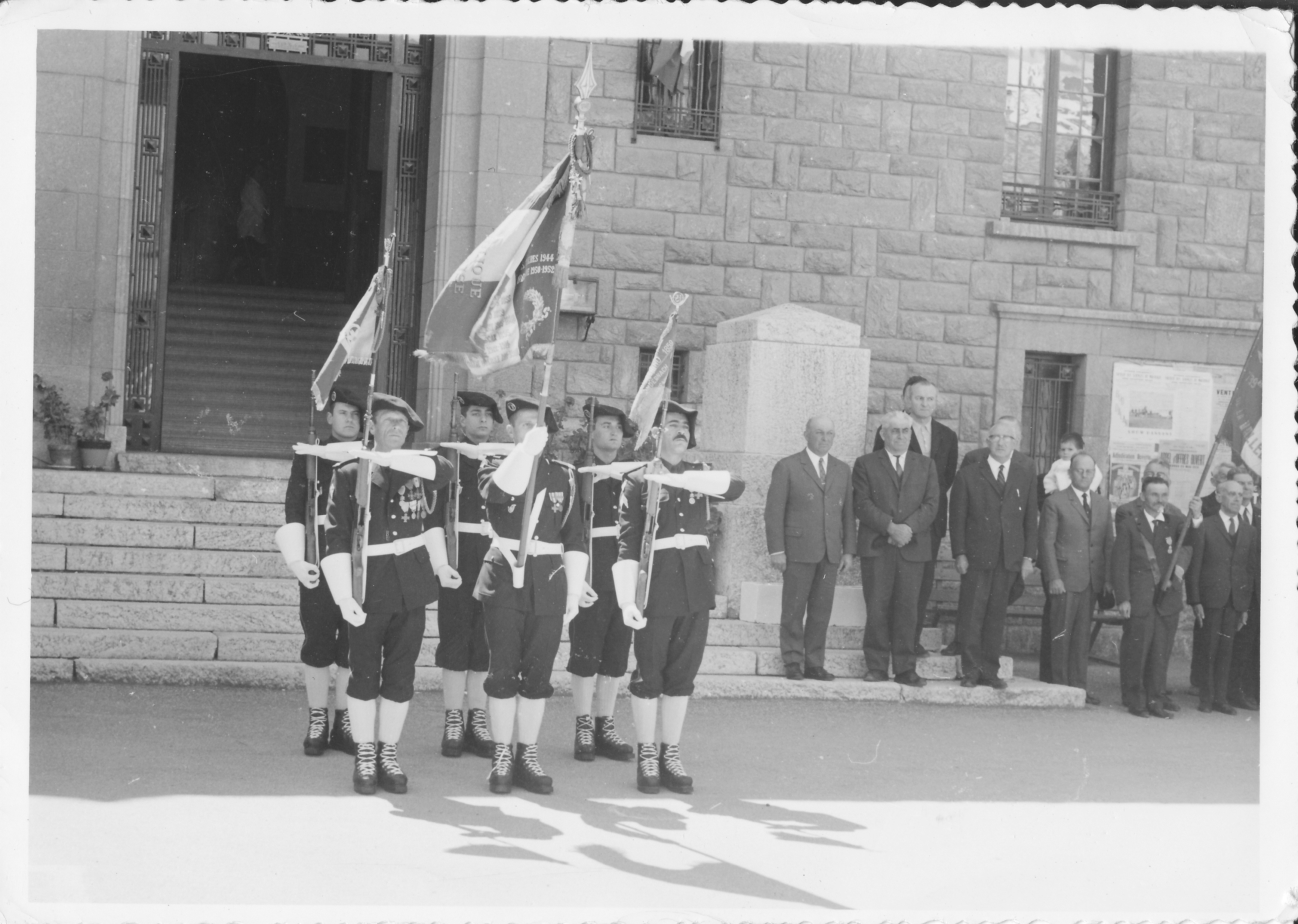
Chasseurs alpins devant la mairie de Barcelonnette en mai 1970.

La commune est durement touchée par la Première Guerre mondiale, avec 81 morts. Une souscription publique est lancée afin de financer la construction du monument aux morts. Une autre souscription, de fin 1919 à 1921, a lieu dans toute la vallée de l'Ubaye (avec Allos) et permet de financer un monument aux 509 morts de la vallée, érigé à Barcelonnette par Paul Landowski. Outre les morts tués par les Allemands, un Barcelonnette natif de Revel est fusillé pour l'exemple ; son nom figure sur le monument aux morts de Barcelonnette. Enfin, un certain nombre d'habitants de Barcelonnette ayant émigré au Mexique, une plaque commémorative évoque la mort de 10 citoyens mexicains, venus s'engager durant la Première Guerre mondiale.
Au début de la Seconde Guerre mondiale, Barcelonnette est protégée de l’invasion italienne par la ligne Maginot des Alpes. L’effondrement des armées françaises lors de la campagne de France devant la Wehrmacht permet cependant à l’Italie de satisfaire ses exigences : la ligne violette passe à l’ouest de Barcelonnette, qui se trouve ainsi en zone démilitarisée : les chasseurs alpins doivent changer de garnison. Elle subit également les visites de la Délégation de contrôle du dispositif militaire des Alpes, qui cherche à contrôler les armements français, afin de neutraliser les fortifications en cas de reprise des hostilités.
La 89e compagnie de travailleurs étrangers, internant et soumettant au travail forcé des étrangers jugés indésirables par la Troisième République et par Vichy, a été établie à Barcelonnette. Le 22 juillet, la gendarmerie reçoit l'ordre de surveiller la résidence de Paul Reynaud, qui réside au Plan, à l'écart de la ville. Reynaud était président du Conseil jusqu'au 16 juin et partisan de la poursuite de la guerre, et Pétain craignait qu'il quitte la France, voire rejoigne De Gaulle à Londres. Mais la zone étant démilitarisée, et Barcelonnette à 15 km seulement de la ligne de démarcation de la zone d'occupation italienne, un Reynaud en fuite serait difficile à rattraper. Le dispositif est renforcé par degrés successifs, puis Reynaud est arrêté le 7 septembre pour être emprisonné au château de Chazeron.
La vallée de l’Ubaye a été l’un des centres de l’importante mobilisation résistante qui a suivi le débarquement en Normandie, le 6 juin 1944, dans la région provençale. Elle fut reprise par les Allemands à partir du 13 juin. À Barcelonnette, Paul Geay*, Ernest Gilly*, Louis Lèbre*, Léon Signoret, Émile Donnadieu (résistants) furent interceptés en mission dans la nuit du 14 au 15 juin 1944 et exécutés sans jugement à 20 heures , dans la cour du lycée de Barcelonnette, le 16 juin 1944. À la fin de la guerre, 26 Juifs sont arrêtés à Barcelonnette avant d’être déportés, puis les FFI libèrent la ville à l’été 1944, avant l’arrivée des troupes alliées,.
Le 11 novembre 1948, la commune a été décorée de la Croix de guerre 1939-1945.
Le 11e bataillon de chasseurs alpins est en garnison à Barcelonnette de 1948 à 1990.

## Politique et administration

### Intercommunalité
Barcelonnette fait partie : 
- de 1993 à 2016 de la communauté de communes Vallée de l'Ubaye ;
- à partir du 1er janvier 2017, de la communauté de communes Vallée de l'Ubaye Serre-Ponçon.

### Enseignement
Une école normale est créée à Barcelonnette en 1833 : elle y fonctionne jusqu’en 1888, lors de son transfert à Digne.
Le lycée André-Honnorat, succède au collège Saint-Maurice, rebaptisé d’après le nom du ministre de l’instruction André Honnorat en 1919. Désiré Arnaud (préfet), Pierre-Gilles de Gennes et Carole Merle en ont suivi les cours,.
Jusqu’à la Troisième République, les classes primaires sont installées dans des bâtiments qu’elles partagent avec d’autres activités : les garçons au collège Saint-Maurice, avec l’école normale de garçons, et les filles dans les locaux de l’hospice tenu par les sœurs Saint-Joseph.
Actuellement, trois écoles fonctionnent à Barcelonnette : une école maternelle et une école élémentaire publiques, et une école privée (sous contrat et dont les enseignants sont salariés de l’Éducation nationale). L’école primaire de l’avenue des Trois-Frères-Arnaud est construite en 1882-1883 pour accueillir les classes primaires de filles. Dès 1884, les classes de garçons sont installées au rez-de-chaussée, les filles occupant l’étage ; un cours complémentaire est ouvert pour les filles la même année, pour les garçons peu de temps après. En 1957, l’école compte 9 classes, dont deux de maternelle, et 10 en 1993. De 1963 à 1973 (création des CFA), les apprentis y suivent leurs cours.
En 2010, le collège André-Honnorat de Barcelonnette ouvre un internat dit « d’excellence », destiné aux élèves doués mais de condition sociale modeste. Cet internat est destiné à leur donner les meilleures conditions d’études,. Il occupe les locaux du Quartier Craplet, ancienne garnison du 11e bataillon de chasseurs alpins puis du Centre d'instruction et d'entraînement au combat en montagne.

### Distinction
Barcelonnette est classée une fleur au concours des villes et villages fleuris.

### Administrations
Une brigade de gendarmerie chef-lieu de communauté est implantée à Barcelonnette.
Un centre d’incendie et de secours (CIS) est présent sur la commune de Barcelonnette. Il comporte une quarantaine de sapeurs-pompiers volontaires et réalise environ 550 interventions chaque année. Ce CIS est également le siège de la compagnie territoriale qui comprend les casernes de Haute-Ubaye (La Condamine-Châtelard), Barcelonnette, un poste saisonnier sur la station de ski de Praloup, la Bréole et Seyne-les-Alpes.

### Jumelage
Barcelonnette est jumelée avec :
- Valle de Bravo (Mexique) depuis 2005

### Consulat honoraire
Barcelonnette est dotée d'un consulat honoraire du Mexique. Le consul honoraire est Monsieur Yvan Romero depuis le 12 juillet 2023.

## Population

### Démographie
En 2022 , la commune de Barcelonnette comptait 2528 habitants. À partir du XXIe siècle, les recensements réels des communes de moins de 10 000 habitants ont lieu tous les cinq ans (2007, 2012, 2017 pour Barcelonnette). Les autres chiffres sont des estimations. Barcelonnette n’a pas connu d’exode rural.
L'évolution du nombre d'habitants est connue à travers les recensements de la population effectués dans la commune depuis 1793. Pour les communes de moins de 10 000 habitants, une enquête de recensement portant sur toute la population est réalisée tous les cinq ans, les populations de référence des années intermédiaires étant quant à elles estimées par interpolation ou extrapolation. Pour la commune, le premier recensement exhaustif entrant dans le cadre du nouveau dispositif a été réalisé en 2007.

En 2022, la commune comptait 2 528 habitants, en évolution de −3,14 % par rapport à 2016 (Alpes-de-Haute-Provence : +2,84 %, France hors Mayotte : +2,11 %).
| 1793  | 1800  | 1806  | 1821  | 1831  | 1836  | 1841  | 1846  | 1851  |
| ----- | ----- | ----- | ----- | ----- | ----- | ----- | ----- | ----- |
| 2 050 | 2 182 | 2 080 | 2 130 | 2 144 | 2 154 | 2 267 | 2 270 | 2 242 |

| 1856  | 1861  | 1866  | 1872  | 1876  | 1881  | 1886  | 1891  | 1896  |
| ----- | ----- | ----- | ----- | ----- | ----- | ----- | ----- | ----- |
| 2 153 | 2 026 | 2 000 | 1 919 | 2 082 | 2 303 | 2 234 | 2 009 | 2 286 |

| 1901  | 1906  | 1911  | 1921  | 1926  | 1931  | 1936  | 1946  | 1954  |
| ----- | ----- | ----- | ----- | ----- | ----- | ----- | ----- | ----- |
| 2 363 | 2 405 | 2 532 | 2 216 | 2 705 | 2 723 | 2 987 | 3 007 | 3 000 |

| 1962  | 1968  | 1975  | 1982  | 1990  | 1999  | 2006  | 2007  | 2012  |
| ----- | ----- | ----- | ----- | ----- | ----- | ----- | ----- | ----- |
| 2 432 | 2 476 | 2 626 | 2 735 | 2 976 | 2 819 | 2 818 | 2 766 | 2 634 |

| 2017  | 2022  | - | - | - | - | - | - | - |
| ----- | ----- | - | - | - | - | - | - | - |
| 2 598 | 2 528 | - | - | - | - | - | - | - |

### Évolution démographique
En 1471, la communauté de Barcelonnette (qui comprenait plusieurs paroisses des alentours) comprenait 421 feux. En 1765, elle comptait 6 674 habitants. Les migrations jusqu'à la Grande Guerre, notamment au Mexique, ont un impact sur la ville.
Selon le recensement de la population 2007, Barcelonnette compte près de 2 766 (population municipale) ou 2 939 (population totale) habitants répartis sur 16,42 km2. La ville se caractérise par une faible densité de population.
Entre 1999 et 2007, le taux de croissance annuel moyen était de -0,1 % alors qu'il était de -0,6 % entre 1990 et 1999. En effet, en 2009, on y a compté 20 naissances domiciliées pour 46 décès domiciliés.

## Sports et culture

### Sports d'hiver
La station de Pra-Loup est à 10 kilomètres de Barcelonnette, celle du Sauze à 4 km. Saint-Anne - La Condamine est une petite station agréable et moins touristique que les deux autres.
En août 1898, le congrès national du Club alpin français se déroule à Barcelonnette ; de nombreuses personnes sont présentes dont Pinoncely Édouard, célèbre alpiniste né à Larche. Désormais, la vallée accueillera des alpinistes et sera à l'initiative de la création de plusieurs stations de ski. 

### Festival
Tous les étés depuis 1994 a lieu à Barcelonnette le Festival du jazz dirigé par Stéphane Kochoyan.

### Musique
Lors d'un séjour à Barcelonette, le groupe de musique Deluxe compose une musique qu'il nommera du nom de la ville. En signe de reconnaissance, Deluxe est fait chevalier de la ville de Barcelonette.

## Économie

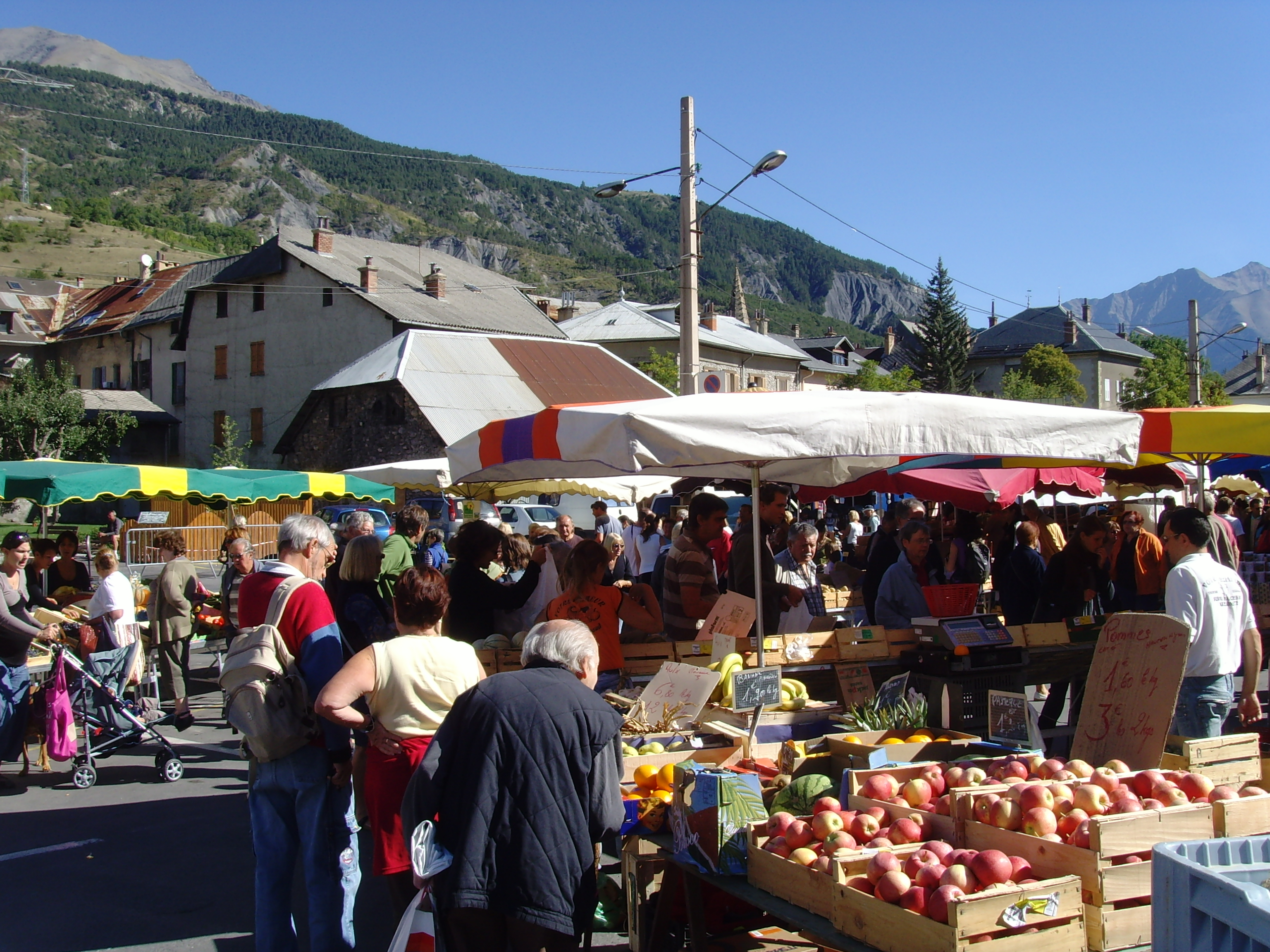
Marché provençal à Barcelonnette.

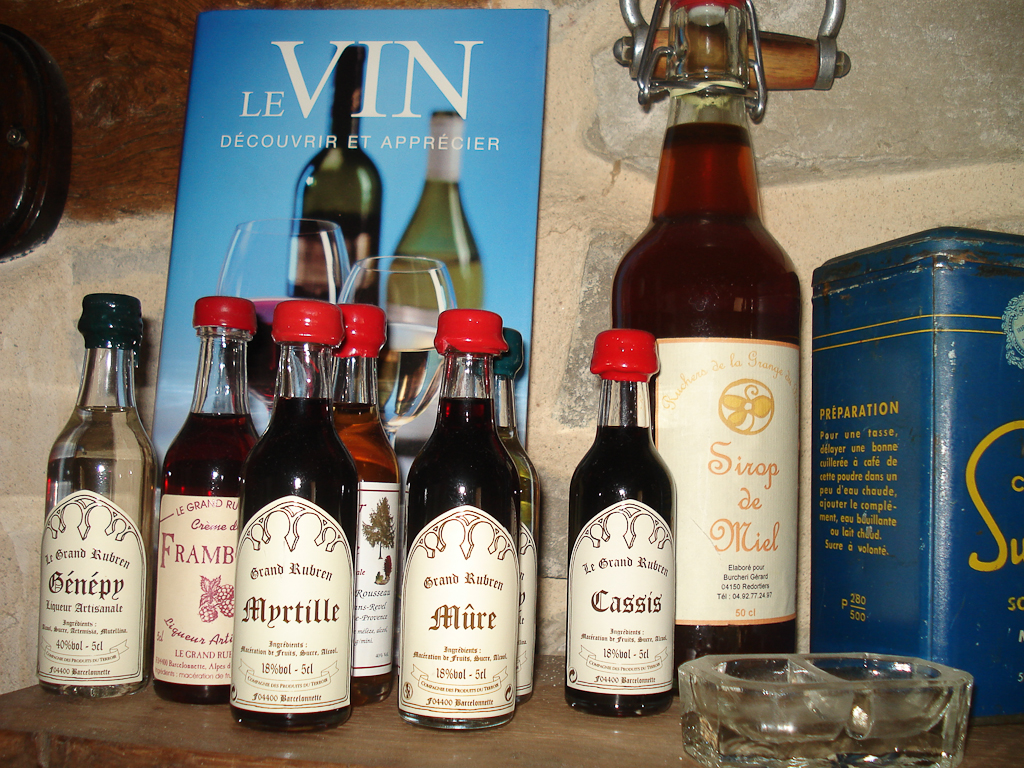
Liqueurs et crèmes de fruits de Barcelonnette.

### Aperçu général
En 2009, la population active s'élevait à 1 291 personnes, dont 86 chômeurs (177 fin 2011). Ses travailleurs sont majoritairement salariés (80 %) et opèrent principalement dans la commune (70 %). L'agriculture compte encore 10 établissements actifs, mais aucun salarié. L'industrie et la construction emploient 11 % des actifs, et les services et l'administration, un peu moins de 90 %.
Le tissu économique est surtout composé de petites entreprises. Un grand nombre d'entreprises de Barcelonnette dépendent du tourisme. Au 1er janvier 2011, les établissements actifs dans la commune sont principalement des commerces et des services (1 020 des 1 145 établissements).

### Agriculture
Fin 2010, le secteur primaire (agriculture, sylviculture, pêche) comptait 10 établissements au sens de l’Insee.
Le nombre d’exploitations, selon l’enquête Agreste du ministère de l’Agriculture, est tombé de 9 à 6 dans les années 2000, après une perte de quatre exploitations de 1988 à 2000. Inversement, la surface agricole utile (SAU) a augmenté, passant de 642 à 861 ha de 1988 à 2000, et reste à ce niveau depuis. L’essentiel de la surface est consacrée à l’élevage bovin, qui concerne 3 exploitations, les autres se tournant vers l’élevage ovin et la polyculture.

### Industrie
Fin 2010, le secteur secondaire (industrie et construction) comptait 67 établissements, employant 125 salariés.
Le tourisme soutient le secteur immobilier et de la construction : la principale entreprise du secteur est la SACTP (Société alpine de construction et travaux publics), qui emploie 16 salariés.
Une picocentrale hydroélectrique est installée depuis l'automne 2013 sur la conduite d'adduction d'eau potable, en bas du captage des sources du Riou Guérin et des Aiguettes. Si le débit est faible (40 litres par seconde), la hauteur de chute d'eau est de 575 m, ce qui permet d'avoir une pression de 57 bars, et donc une bonne productibilité. La puissance nette délivrée par la turbine Pelton est de 200 kW (contre 182 kW estimés initialement). La prévision de production annuelle de 1,07 million de kWh devrait donc être dépassée. L'exploitation est concédée à Veolia en délégation de service public pour une durée de 17 ans et demi.
La société Andélia, qui commercialise des bornes publiques d'accueil à grands écrans tactiles fonctionnant avec iOS, a reçu une Victoire de l'entreprise (décernée par le conseil général) en 2013.

### Activités de service
Fin 2010, le secteur tertiaire (commerces, service) comptait 383 établissements (avec 476 emplois salariés), auxquels s'ajoutent les 118 établissements du secteur administratif, sanitaire et social et d’enseignement, salariant 544 personnes.
D'après l'Observatoire départemental du tourisme, la fonction touristique est importante pour la commune, avec entre 1 et 5 touristes accueillis pour un habitant, l'essentiel de la capacité d'hébergement étant non-marchande. Plusieurs structures d'hébergement à finalité touristique existent dans la commune :
- au moins 6 hôtels en 2007[112] (2 non-classés[113], 2 classés deux étoiles[114] et deux classés trois étoiles[115]). En 2012, il ne reste que 5 hôtels, trois classés deux étoiles, et deux classés trois étoiles, ayant au total une capacité d’accueil de 91 chambres[116] ;
- un camping deux étoiles[116] (au lieu de 2 en 2007[117]) et un autre classé trois étoiles, d’une capacité totale de 178 emplacements[118] ;
- plusieurs meublés[119],[120] ;
- des chambres d’hôtes[121] ;
- plusieurs hébergements collectifs, dont un gîte[122].

Enfin, les résidences secondaires apportent un important complément dans la capacité d'accueil, avec 1500 logements(près la moitié des logements de la commune sont des résidences secondaires).
En 2007, le nombre total de logements est de 3 160 avec près de 39 % de ménages propriétaires de leur résidence principale en 2007. Ces logements se décomposent en 30 % de maisons individuelles et 65 % d'appartements. Presque 50 % de ces logements sont des résidences secondaires (y compris les logements occasionnels), 43 % des résidences principales et 8,6 % des logements sont vacants. Le prix moyen de l'immobilier neuf et ancien s'établit autour de 3 197 € le mètre carré. Le prix moyen a diminué ces dernières années et s'est rapproché de 2 651 € ou entre 1 880 à 2 250 €[pas clair] le mètre carré en septembre 2010. Côté location, le mètre carré est de 12,22 € par mois. La Place Manuel est le quartier le plus prisé de la ville.

## Culture locale et patrimoine

### Architecture civile
Les remparts n’ont laissé leur trace que dans le tracé des rues du centre-ville.
La mairie est construite dans les années 1930, après destruction de la chapelle Saint-Maurice (en juillet 1934). Son fronton provient lui de l’ancien couvent des dominicains, classé en 1988.
Bien que l’architecture des maisons anciennes soit archaïque, elles ne datent pour les plus anciennes que du XVIIIe siècle, la ville ayant été reconstruite après l’incendie de 1628.
L’ancienne gendarmerie, place Manuel, construite pour abriter la sous-préfecture en 1825, et actuellement transformée en logements, est de style néo-classique. Sa façade, qui occupe tout un côté de la place, est percée de portes en plein cintre. Les pierres à bossages animent la façade. La place Manuel est nommée en honneur de l’homme politique de la Restauration, Jacques-Antoine Manuel ; la fontaine qui en occupe le centre porte son portrait sculpté par David d'Angers.
L’ancien hôpital date de 1717.
La sous-préfecture est installée depuis 1978 dans une des villas des Mexicains, la villa l’Ubayette, construite en 1901-1903.

#### Villas des Mexicains
De nombreuses maisons construites au XIXe siècle et au début du XXe siècle par les Barcelonnets revenus du Mexique — où ils avaient émigré en masse, entre 1850 et 1950 — sont classées « monuments historiques ». Ces migrants ont détenu le monopole du commerce et de l'industrie textile tout en y découvrant « l'importance de l'architecture et son pouvoir de représentation dans ce siècle de l’Industrie » (François Loyer), en particulier sous le gouvernement de Porfirio Diaz. Leur position sociale leur a permis de devenir les promoteurs d'une architecture monumentale liée à la création de leurs grands magasins. De retour du Mexique, ils ont repris pour ces édifices un style directement issu de l'art industriel qu'ils avaient contribué à mettre en place.
De leurs grands magasins mexicains à leurs villas de la vallée de l'Ubaye, les références culturelles de ces Barcelonnets sont restées identiques. Les villas de Barcelonnette et de Jausiers ont les mêmes architectes, décorateurs et fournisseurs spécialisés. L'objectif de ceux-ci et de leurs commanditaires fut « d’exprimer avant tout l'image du progrès et de la réussite sociale ».

### Art religieux
L’église paroissiale Saint-Pierre-ès-Liens est construite au Moyen Âge, mais détruite par le grand incendie de 1628. Elle est reconstruite, trop vite, en 1634-1638, puis rebâtie en 1643-1644. Celle-ci est à nouveau démolie, en 1926-1927, pour laisser la place à l’église actuelle, commencée en 1923. Son clocher date de la reconstruction du XVIIe siècle. En 1653, il est augmenté d’un étage pour loger les cloches. Il est orné de baies géminées, de pyramidions et de gargouilles, et surmonté en 1860 d’un campanile en fer forgé portant une statue de Vierge en métal doré.
Plusieurs tombes du cimetière sont signalées par Raymond Collier pour leur décor remarquable.

#### Église Saint-Pons
L’église Saint-Pons comporte deux porches (sud et ouest), tous les deux abondamment illustrés, compte tenu de la pauvreté des décors en style roman alpin.
L’église est décorée d’un tableau de saint Sébastien (XVIIe siècle), d’un saint Pons et la Sainte Famille, classé.
La chaire est ornée de nombreux personnages (classée).
L’autel et le retable Saint-Joseph sont classés.
Les vitraux sont contemporains de la dernière construction. Vifs et colorés, ils représentent le Christ et sa mère (chœur), et les saints, dont saint Jean de Matha dans la nef.

#### La tour Cardinalis
La tour Cardinalis ou « tour de l'horloge », haute de quarante deux mètres, est un des plus beaux clochers du département, selon Raymond Collier.
C’est une tour carrée, construite en 1316 selon la DRAC (ou après 1378 d'après Luc Thévenon car un acte signale que le terrain de la tour est nu à cette date), ouverte de baies géminées, surmontée d’une pyramide de tuf, encadrée de quatre pyramidions. Elle est construite comme clocher du couvent des dominicains.
Le couvent a été bâti grâce à un legs d'Hugues de Saint-Cher, fait cardinal en 1244 avant le Ier concile de Lyon, mort en 1263, avec l'appui de Raimond III de Medullion (ou Raimond de Mevolhon), archevêque d'Embrun, qui étaient tous les deux dominicains.
En très mauvais état après les guerres du début du XVIIe siècle, elle est rapidement reconstruite. Le parement de pierres de taille de la partie inférieure date du XIXe. Des gargouilles ornent ses angles. Elle est classée monument historique.

### Divers
- Musée de la Vallée de Barcelonnette.
- La Sapinière.
- La place Manuel.

Parmi les cadrans solaires de la ville, les plus anciens sont :
- sur la maison Paul Reynaud, un cadran de 1739, avec la légende « ora ne te fallat hora », (en latin : prie pour que l’heure ne te surprenne pas) ;
- rue Honorat, un cadran de 1752 ;

Parmi les plus récents, on peut noter :
- un cadran très complexe, de 1991, rue Jules-Béraud ;
- un cadran sur la façade du collège, avec la légende « Je suis à l’heure... et toi ? »

Dans les écarts, les cadrans suivants sont remarquables :
- à l’adret, un cadran orné de deux canards ;
- à Enchastrayes, l’auberge de la Rente (1609), porte un cadran à légende en patois « Gavot l’es pas qu vouo »[142].

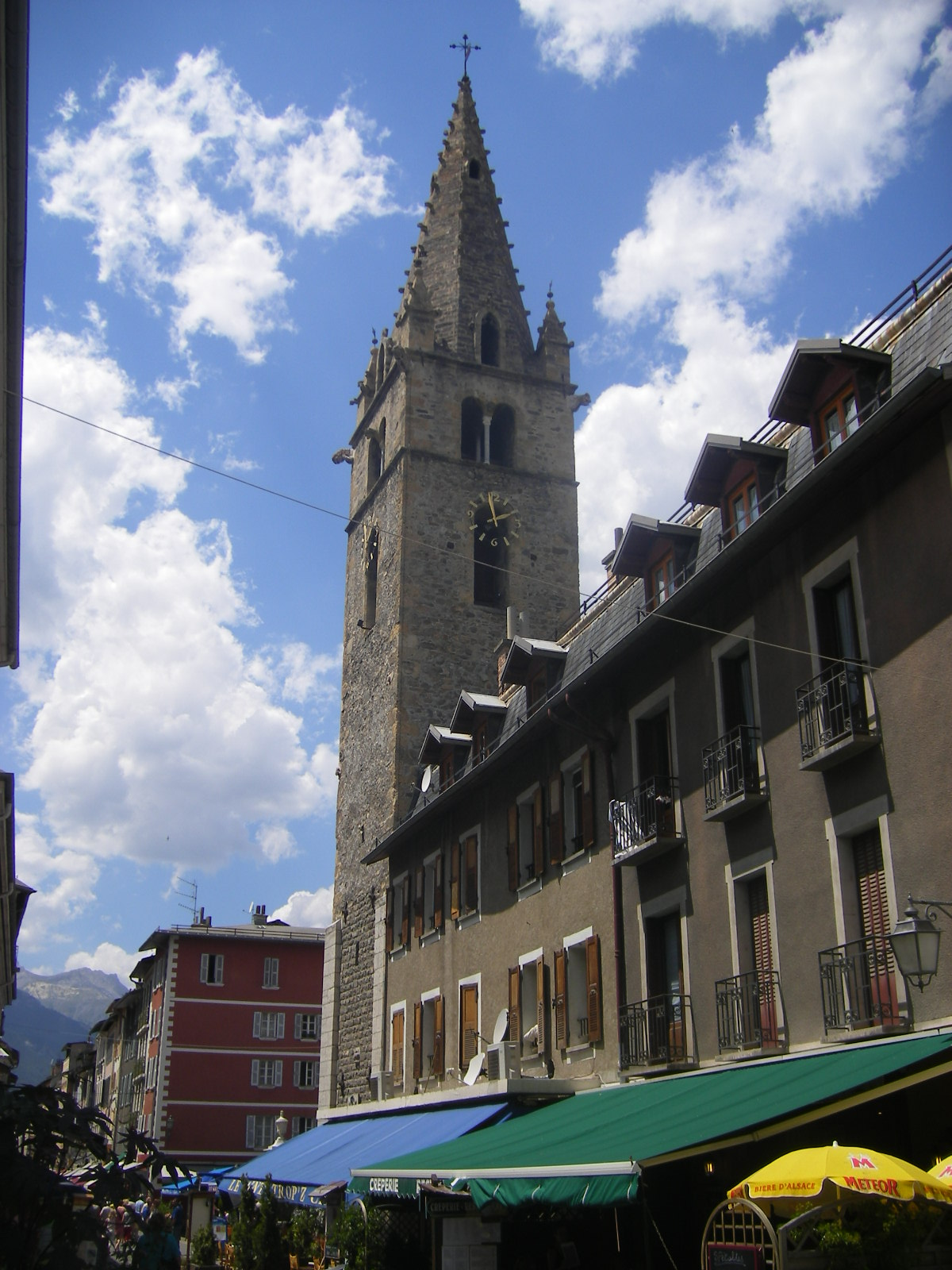
La tour Cardinalis.
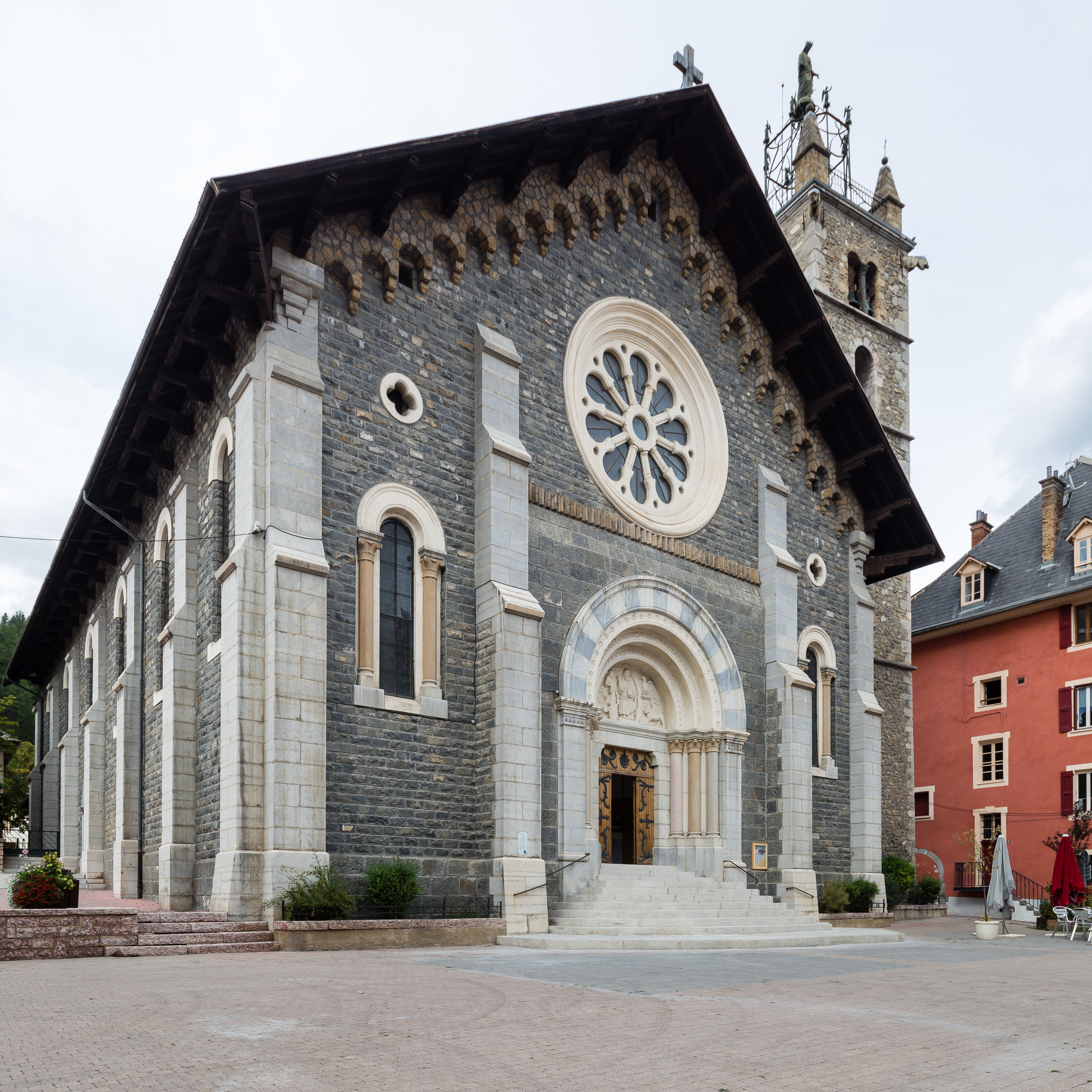
L’église Saint-Pierre-ès-Liens.
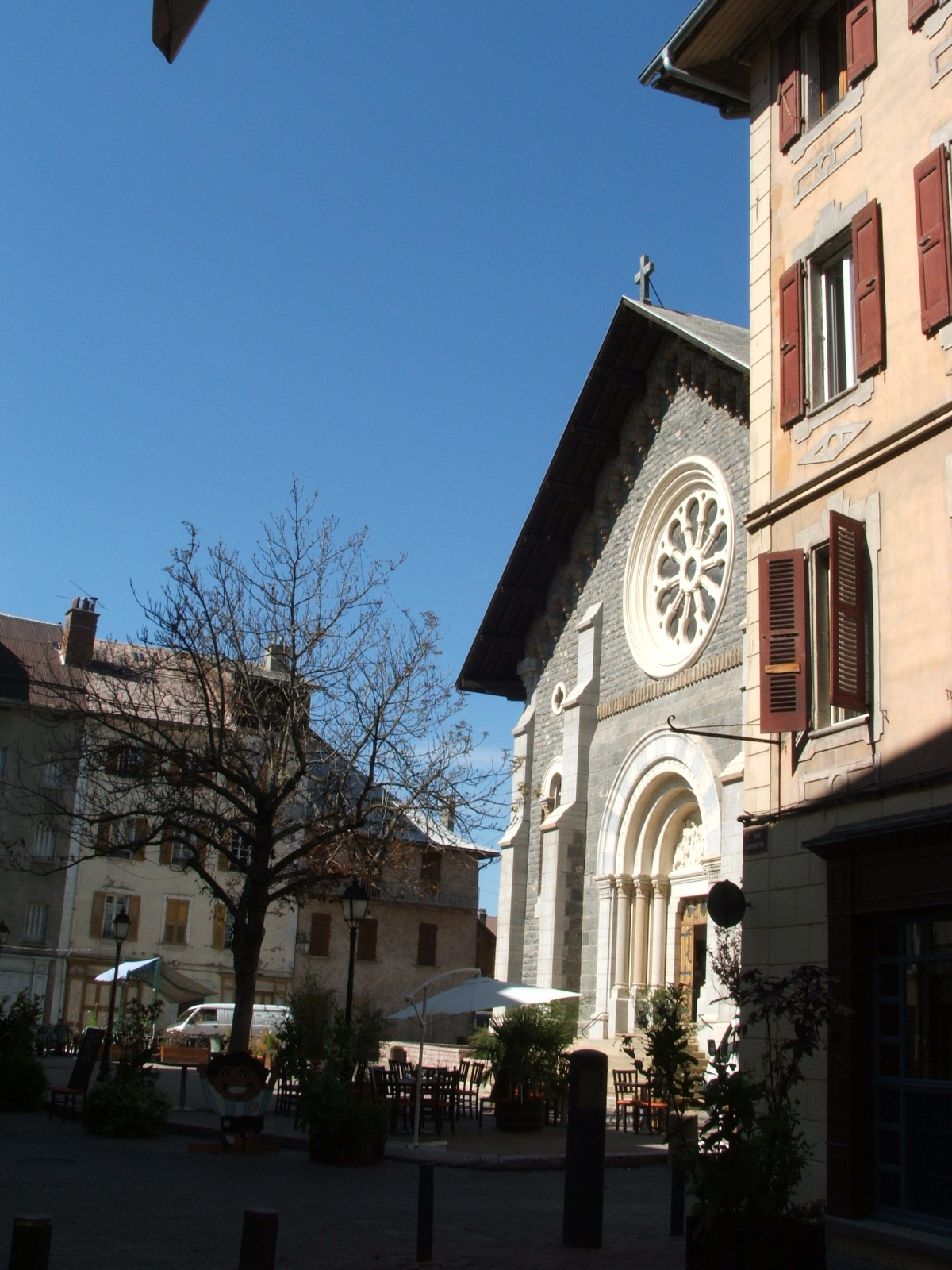
Église, place Saint-Pierre.
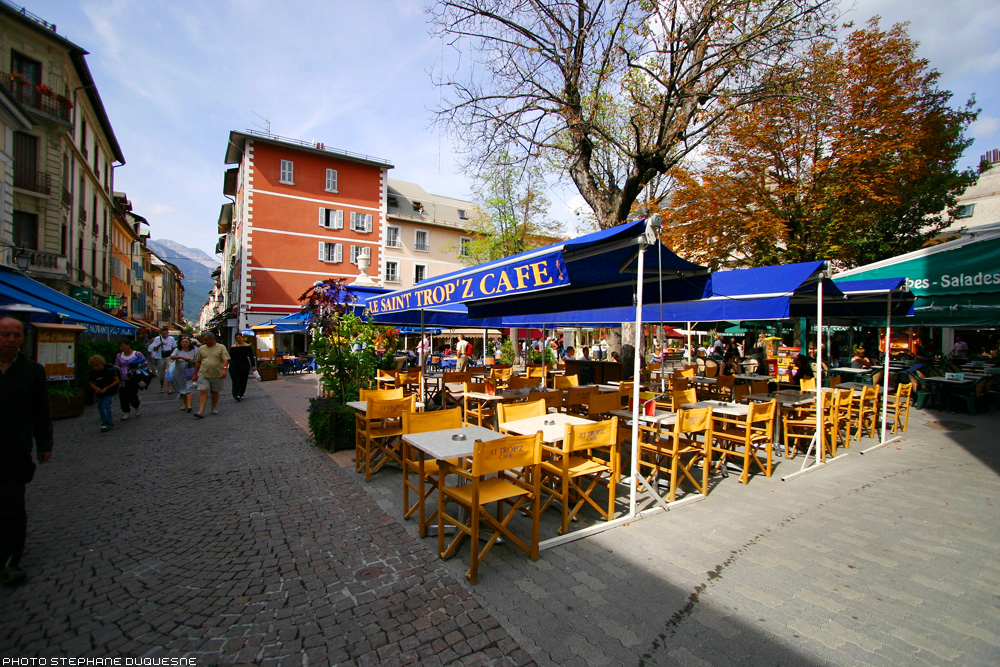
Place Manuel.
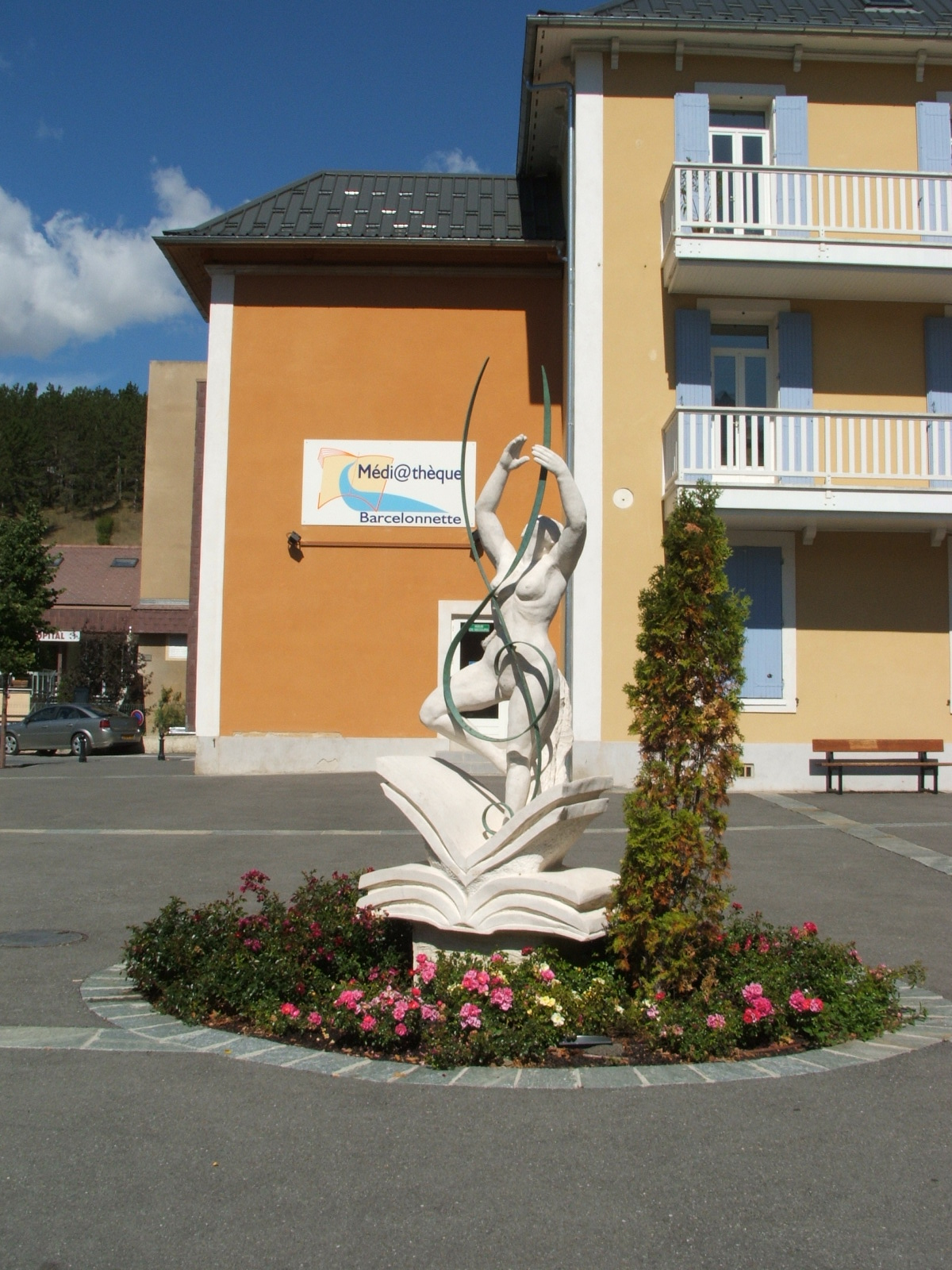
Médiathèque, place Pierre-Gilles-de-Gennes.
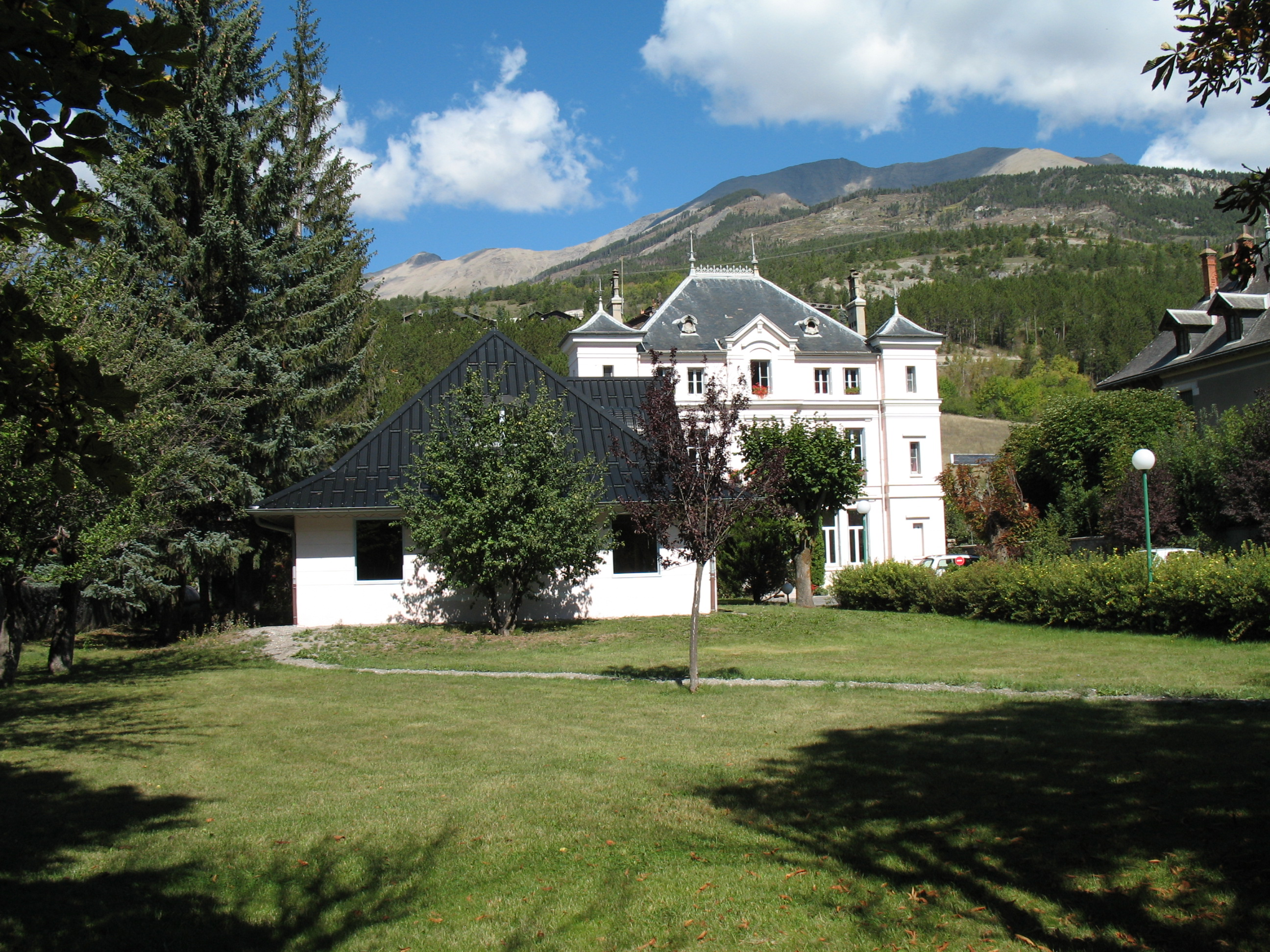
Maison mexicaine.
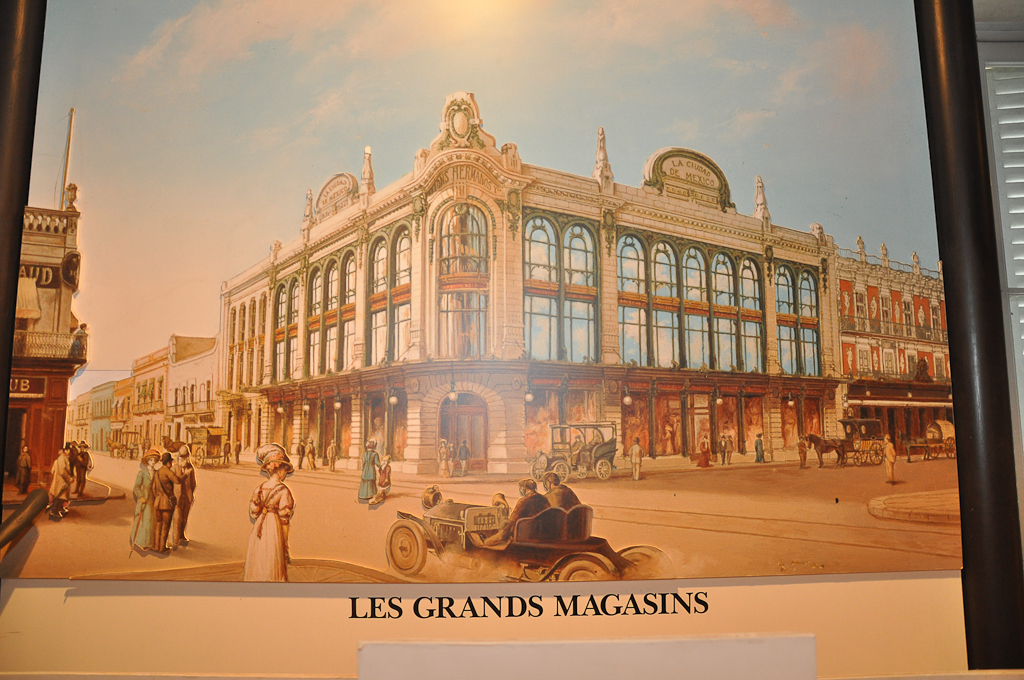
Les grands magasins tels qu'ils furent créés au Mexique.
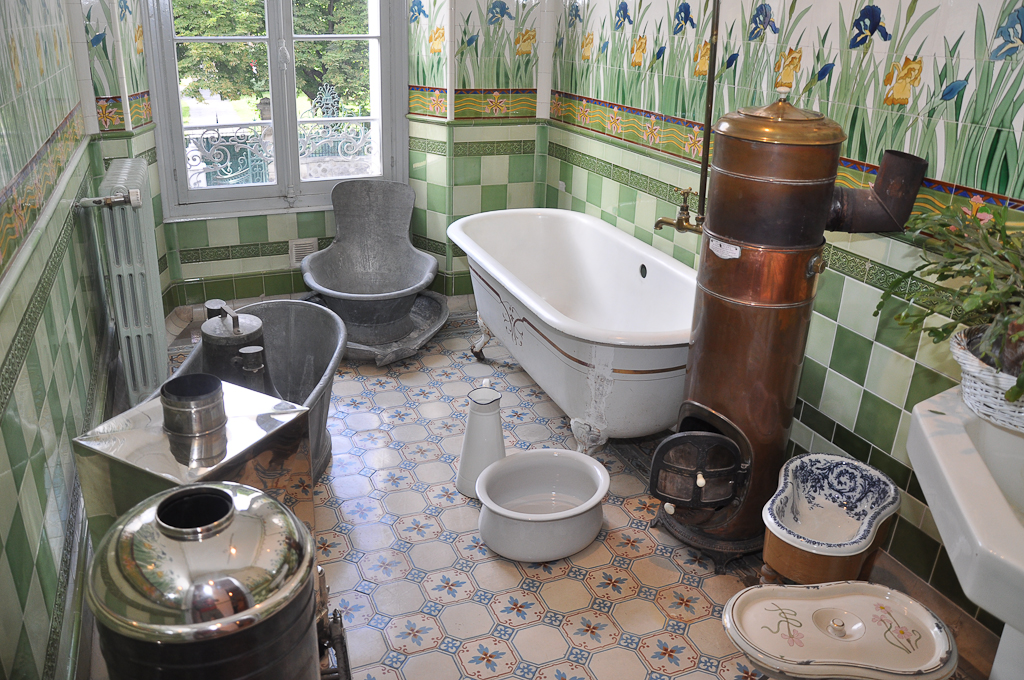
Sanitaires anciens au musée de la Vallée.

### Personnalités liées à la commune

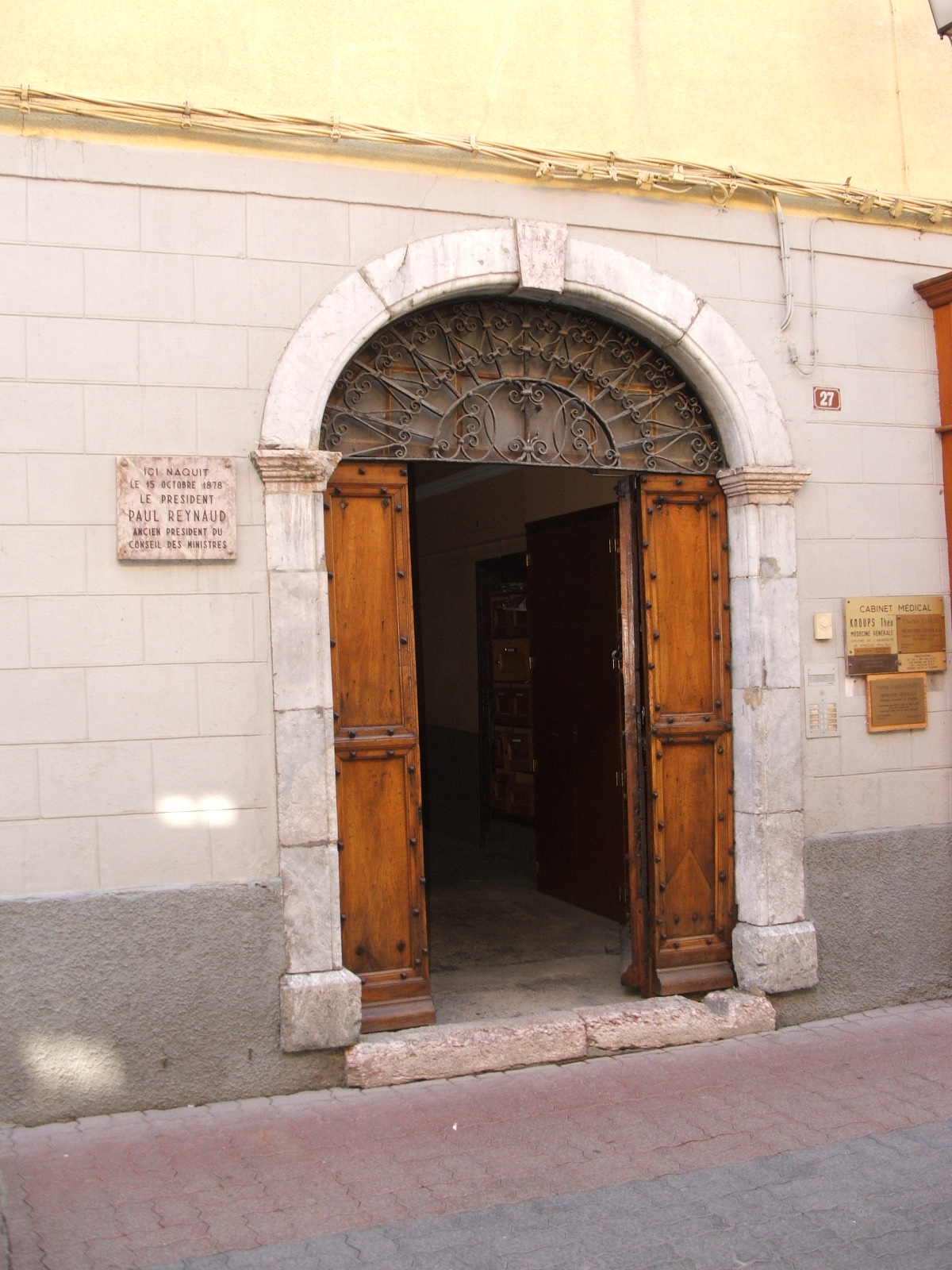
Maison de Paul Reynaud.

### Scientifiques
- Pierre-Gilles de Gennes, (1932-2007), physicien français, prix Nobel de physique 1991, a passé son enfance à Barcelonnette.
- Jean-Louis Rebattu (1883-1954), né à Barcelonnette, médecin des hôpitaux, titulaire de la chaire d’ORL à la faculté de médecine de Lyon[Quand ?]

#### Politiques, militaires
- Pierre Jacques Dherbez-Latour (1735-1809), premier consul de Barcelonnette et député à l'Assemblée législative.
- Innocent Grassy (1752-1813), homme politique est né à Barcelonnette.
- Jacques-Antoine Manuel (1775-1827), né à Barcelonnette, député libéral des Basses-Alpes et de la Vendée sous la Restauration.
- Jacques Pascalis (1793-1872), né à Barcelonnette, député du Var sous la monarchie de Juillet.
- Hippolyte Gassier (1834-1907), homme politique, député puis sénateur des Basses-Alpes de 1903 à 1907.
- Charles Jacquemot (1869-1931), mort à Barcelonnette, général de division français, grand-croix de la Légion d'honneur et médaillé militaire.
- Paul Reynaud (1878-1966), homme politique de centre-droit, chef du gouvernement sous la IIIe république.
- Daniel Spagnou (1940-), homme politique français y est né.
- Bruno Dary (1952-), général commandant la Légion étrangère, puis gouverneur militaire de Paris.

#### Sportifs
- Carole Merle, née le 24 janvier 1964 au Sauze, skieuse alpine française. Championne du monde de géant à Morioka en 1993, elle est la skieuse française la plus titrée de l'histoire en coupe du monde de ski.
- François Arnaud (1843-1908), alpiniste et homme politique français né en 1843 à Barcelonnette.
- Honoré Bonnet (1919-2005), né en 1919 à Barcelonnette, skieur.
- Patrick Edlinger (1960-2012), alpiniste suivit les cours de l'école primaire[80].

#### Artistes, artisans
- Pierre Aucaigne (1960), humoriste, acteur et dessinateur français.
- Pierre Bottero, (1964-2009) né en 1964 à Barcelonnette, écrivain.
- René Fontaine (1946) : maître chocolatier, meilleur ouvrier de France en 1976.
- Germaine Waton de Ferry (1885-1956) : poétesse, suivit les cours de l'école primaire[80].

### Héraldique
| Blason de Barcelonnette | Blason  | Parti: au 1er de gueules à trois pals d'or, au 2e d'azur à la clef versée et contournée d'argent. |
| Blason de Barcelonnette | Détails | On trouve parfois, Parti : au premier palé d'or et de gueules, au second d'argent à la clef renversée de gueules, le panneton à senestre Barcelonnette a été fondée en 1231 par le comte de Barcelone qui était aussi comte de Provence, sous le nom de Raimond Bérenger V. La partie dextre du blason rappelle la maison de Barcelone. La partie senestre évoque saint Pierre, patron de l'Église. |